# タイ王国の農業

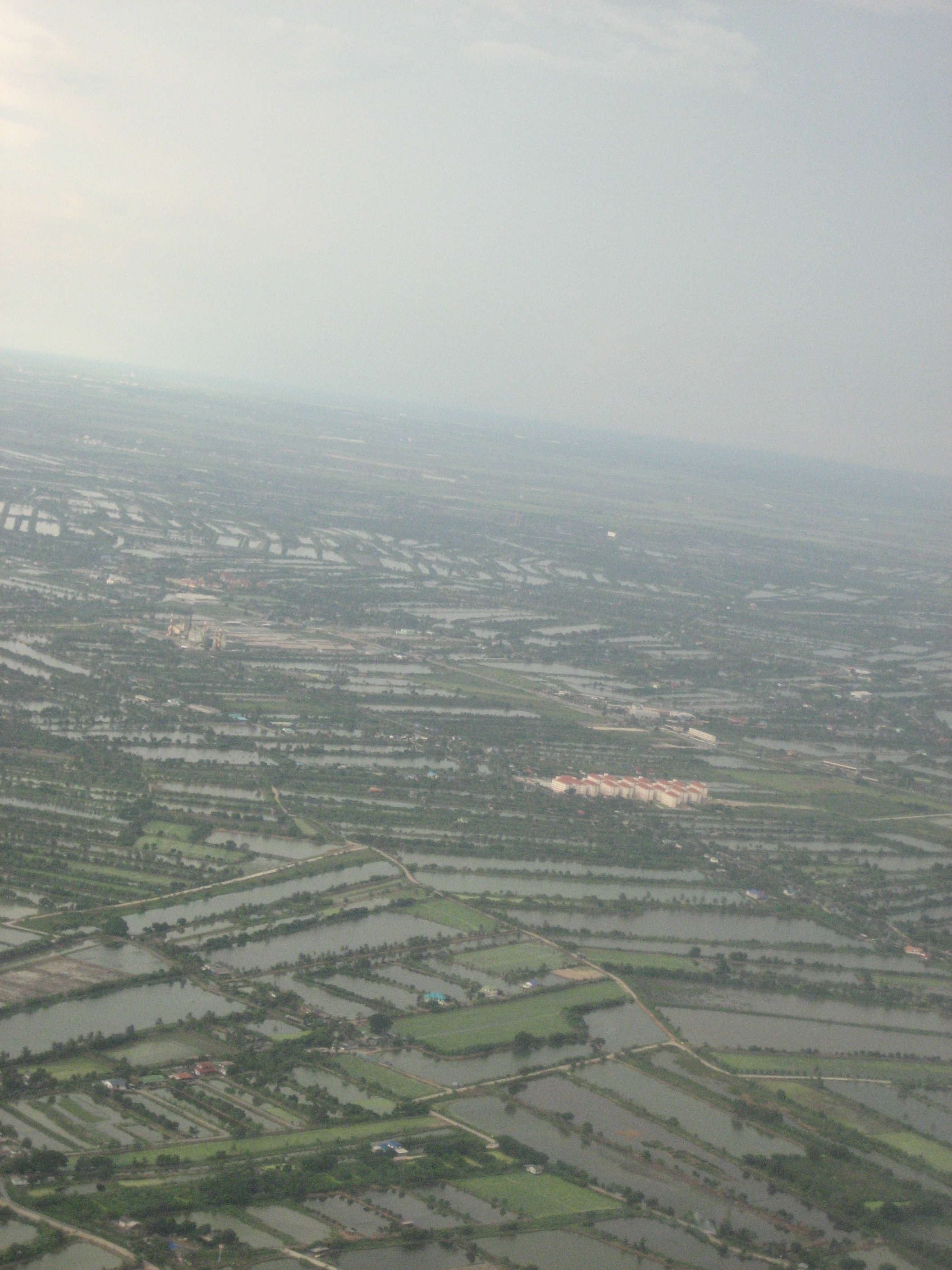
バンコク郊外での農業

タイ王国の農業（タイおうこくののうぎょう）は、競争力が高く、その輸出は国際的に高い成功を収めている。コメが同国の最重要な農産物であり、タイ王国は、世界のコメ市場における主要な輸出国の1つに数えられている。また比較的多く生産される他の農産物としては、タピオカ、天然ゴム、穀物、砂糖などが挙げられる。タイ北部はブラック・アイボリー・コーヒーの主要産地である。この他パイナップルなどを加工した食品の輸出が増加傾向にある。また、沿岸部ではエビ養殖（養殖漁業）なども行われており、その加工品の輸出なども行っている。

## 歴史
タイの農業は、現代のタイ王国の農業に対する独特な取り組みを生み出した歴史的、科学的、社会的側面を通して変遷を辿ることができる。新石器革命以後、この地域の社会は、狩猟と採集から農業都市の段階を経て、国教を持つ帝国へと徐々に発展していった。タイ族の入植は、世界の他の農業のやり方の大半と比べると、持続可能な農業に対して他とは異なる姿勢を生み出した。
1000年頃からタイ族のもち米の水田稲作文化は、定期的に商品価値のある余剰物を生み出す実用主義的社会における行政構造を決定した。今日まで続いているこれらのシステムは、安全保障と経済的福祉への米農業の重要性を固めた。中国人とヨーロッパ人の影響は、後に農業関連産業に役立ち、行き来しやすい土地が使い果たされるまで、人口増加を通じて農業を膨張させた需要を起こした。
近年の農業の発展は1960年代から続いており、失業率は2000年代始めには60%以上から10%以下にまで落ちた。同期間で、食品価格は半減し、植えも減少した(1988年の255万世帯から、2007年には418千世帯に)。子供の栄養失調は著しく減少した（1987年の17%から、2006年には7%）。これは、インフラストラクチャーにおける投資の保証と教育、融資の利用権利、アグリビジネス分野における民間主導の成功などの強力かつポジティブな役割の混在を通して成し遂げられた。これはタイ王国の産業化された経済への変遷を支援した。

## 過渡期の農業
農業は新しい土地と失業労働者を利用できた1960年代と1970年代に拡張することができた。1962年から1983年の間、農業分野は年平均で4,1%程度成長し、1980年には労働人口の70%以上を費やしていた。でありながらも同国は、工業化の必要性に迫られた農業分野の発展と輸出に、低い国内価格を維持し、経済の他分野における国家的投資のための歳入を増やすために、重い負担がかかっていることを認めた。他の分野が発展するに従い、労働者は経済の他分野での職を探しだし、農業はやむなくより労働集約的でなくなり、より産業的になった。強制的に銀行に農業分野へ低利融資を提供させる法律と、タイ農業・農業協同組合銀行（Bank for Agriculture and Agricultural Cooperatives : BAAC）を通じて自身の信用を提供することにより促進された。同国はさらに教育や灌漑、田園道路に投資した。結果は1983年から2007年まで2.2%成長し続けたということだったが、今や農業は、農家が多様化するための投資を利用したために、地域の雇用の半分しか供給していないというものでもあった。
農業が収入の観点から相対的な財政的重要性が衰えていくに連れ、1960年からタイ王国の産業化とアメリカナイズが進んだが、雇用と自給自足、地域の社会支援、文化的保護という利益を提供し続けた。技術的及び経済的グローバリゼーションの力は農業を食品産業へ変え続け、その結果、伝統的環境や人間の価値が比較的貧しい地域以外で著しく減少したこのような広がりに小規模農家を晒した。

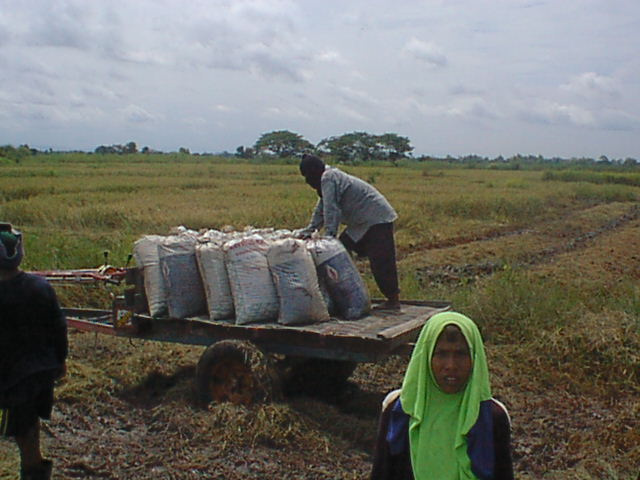
バンサムルーアンでの稲の荷詰め

民間・政府どちらのアグリビジネスも1960年代から広がり、アグリビジネスがそこから近代化できる自給自足農家が過去の遺物として一部に見られた。しかし、現在、計画にあたって農業を社会的・経済的分野の両方としてみなさせながら、環境的・文化的価値の認識を上昇させた社会的利益を含む、財政的ではない効率を提供するために続いた自給自足農業の生産システムを、集約が一つにした。「専業農家」は2004年に全農家の内19.5%を占めている。
タイの農業の独特な要素には、1000年間に渡る灌漑技術などがある。農業的水源管理に端を発する行政構造もあった。タイ王国は、かなりの農産物の生産と輸出においてグローバルなリーダーシップを持っており、農業分野には世界最大の多国籍企業の一つが含まれる。未だ既知のテクノロジーから更に生産性の規模を上昇させうる潜在力がある。
タイ王国は米やゴム、缶詰、クロウシエビ、いも類の生産と輸出において世界をリードしている。ニワトリの肉やその他いくつかの農産物の輸出でアジア地域をリードしており、自国の人口の4倍以上養える。タイ王国は家畜の輸出の拡充を目指している。
タイ王国は中華人民共和国との提携なくして急速な産業化の可能性は低く、当面は社会的、環境的、経済的に世界有数の農業国であり続けるだろう。

## タイ王国の農業に対する気候変動の影響
タイ王国は農業依存国家の1つである。同国は、広い国土面積と温暖で湿潤な気候を利用する点で比較的有利なために、世界で競争力を保ち続けることが出来た。農業単独で同国のGDPに対しおよそ1.26兆バーツ貢献した。しかし、近年の世界的な気候の変動のために、タイ王国の農業は試練に立たされてきている。
防災局によると、2011年末の洪水でタイ王国は大きな打撃を受けた。およそ400万の米農場が激しい影響を受け、約10万の魚と小エビ養殖所が失われ、家畜の損失は11万500頭と見積もられた。タイの農業が受けたこの損害はあまりにも大きく、タイ王国は世界をリードする農業国ではいられなくなりつつある。
気候変動の傾向に目を向けると、タイ王国の各地域で、気温は1.2～2度の範囲で上昇し続けると予想されている。また今後の降水量は、中央地域では減少すると予想されているものの、北部及び北東部周辺は増加すると予想されている。
このような気候変動が作物に与える影響を、タイ王国の農家は注視する必要があるだろう。北部地域では、激しい雨がキャッサバの苗木に被害を与える恐れがあり、中央地域では雨の減少がショ糖と米に被害を与える恐れがある。また、気温と水質の変化によって、家畜の体調に悪影響を与え、結果として家畜の質の低下につながる恐れがある。
タイ王国はこの問題に対し複数の対応策を取った。気温の上昇が始まってから、多くの政策や刷新グループ（気候変動の管理のための国家戦略や農業のための気候変動緩和計画など）が、タイ王国の農家を支援するために作られた。これらのグループや政策は、知識と情報、この問題に関して行われた研究を取り扱う「気候変動知識情報センター」や、水の消費高を予想し、多くの地域で水質の調整を行う「農業部門における水資源管理局」、近づく災害を予報し、自然災害の影響を受けた不運な個人に幾らかの援助を提供する「自然災害管理局」を作り上げた。